# Bree Olson
Bree Olson, artistnamn för Rachel Marie Oberlin född 9 oktober 1986 i Houston i Texas, är en amerikansk före detta porrskådespelare och "Penthouse pet". Hon medverkade i över 280 pornografiska filmer mellan 2008 och 2011. Hon gjorde sin skådespelardebut utanför porrbranschen 2015, i skräckfilmen The Human Centipede 3. 